# Alexandre Cabanel
Alexandre Cabanel (franceză: [kabanɛl]) (n. 28 septembrie 1823, Montpellier, Franța – d. 23 ianuarie 1889, Paris, Franța) a fost un pictor francez născut la Montpellier, Hérault. El a pictat subiecte istorice, clasice și religioase în stil academic. El a fost, de asemenea, bine cunoscut ca portretist. Potrivit Diccionario Enciclopedico Salvat, Cabanel este cel mai bun reprezentant al L'art pompier și pictorul prefarat al lui Napoleon al III-lea.

## Viața
Cabanel a intrat la École des Beaux-Arts din Paris, la vârsta de șaptesprezece ani,
și a studiat cu François-Edouard Picot. El a expus la Salonul de la Paris pentru prima dată în 1844, și a câștigat o bursă Prix de Rome în 1845, la vârsta de 22 de ani. Cabanel a fost ales membru al Institutului în 1863. El a fost numit profesor la École des Beaux-Arts în 1864 și a predat acolo până la moartea sa.

## Galerie

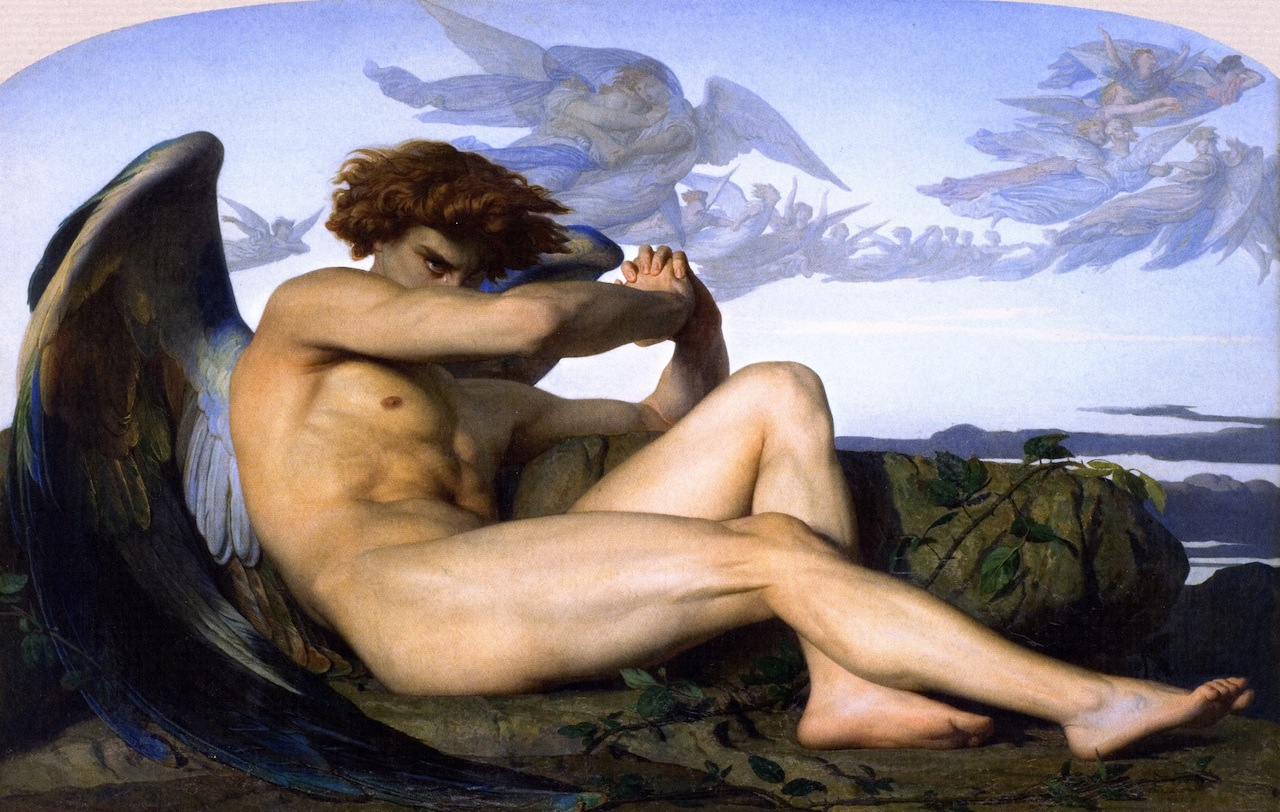
Înger decăzut (1847)
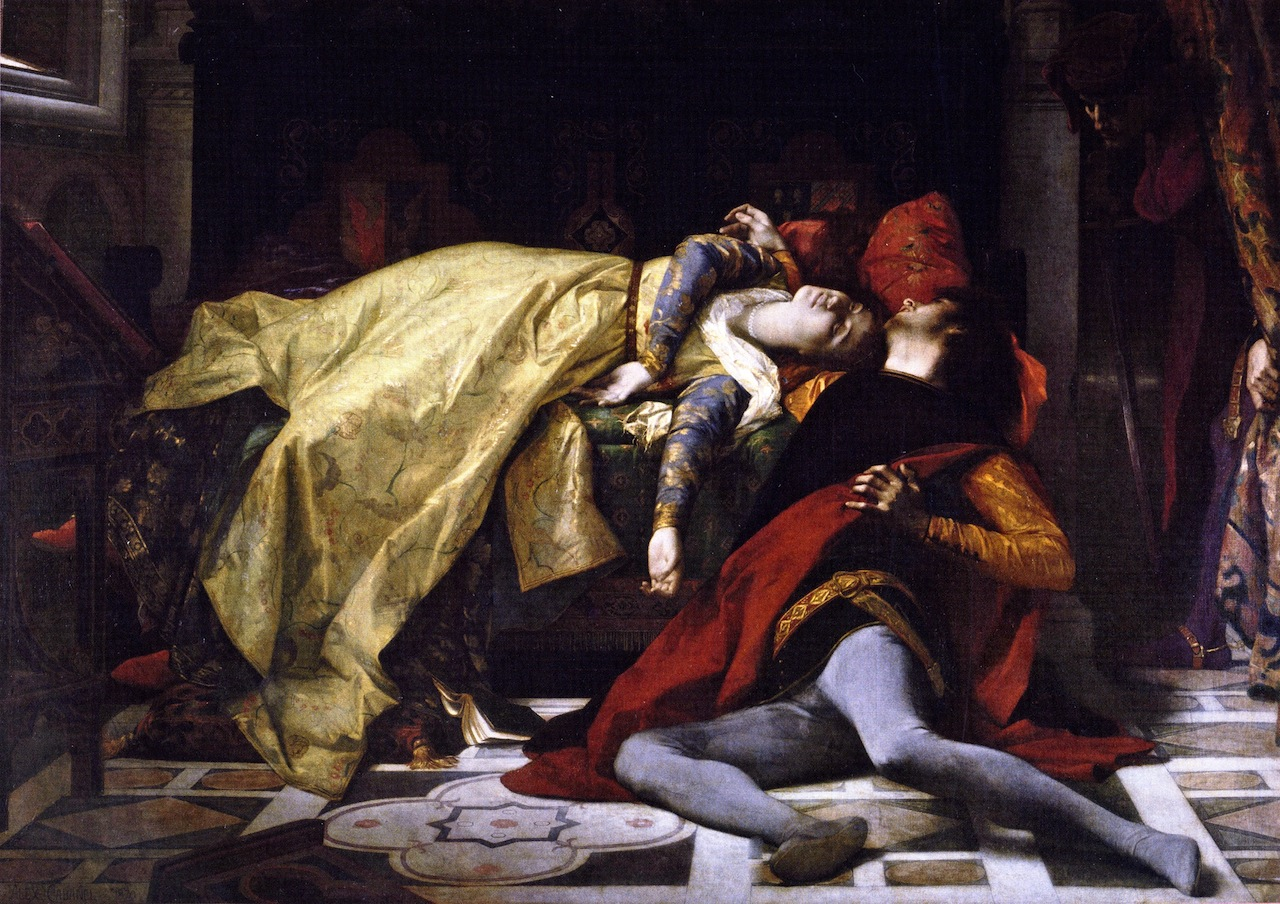
Moartea lui Francesca da Rimini și Paolo Malatesta (1870)
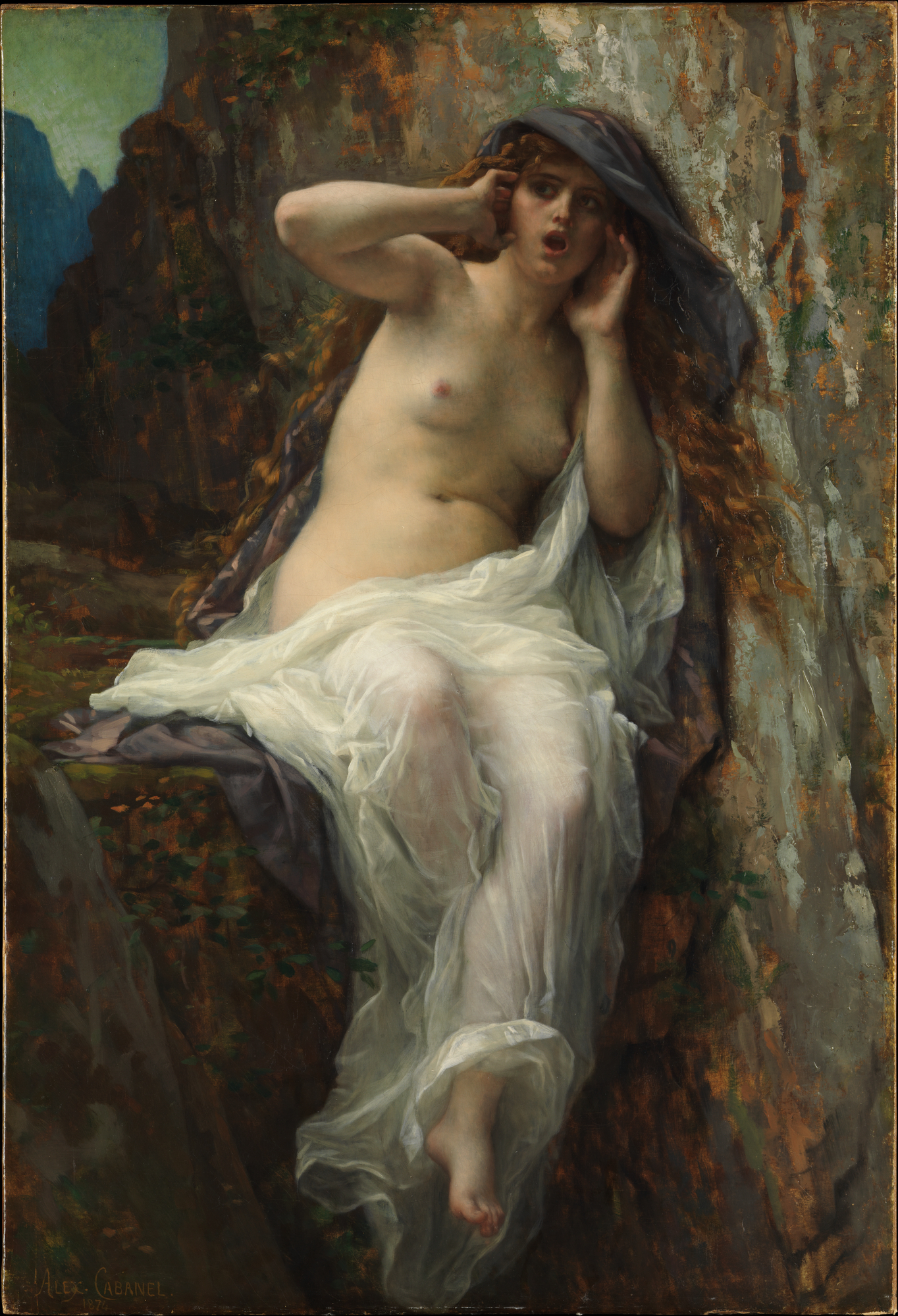
Echo (1874)
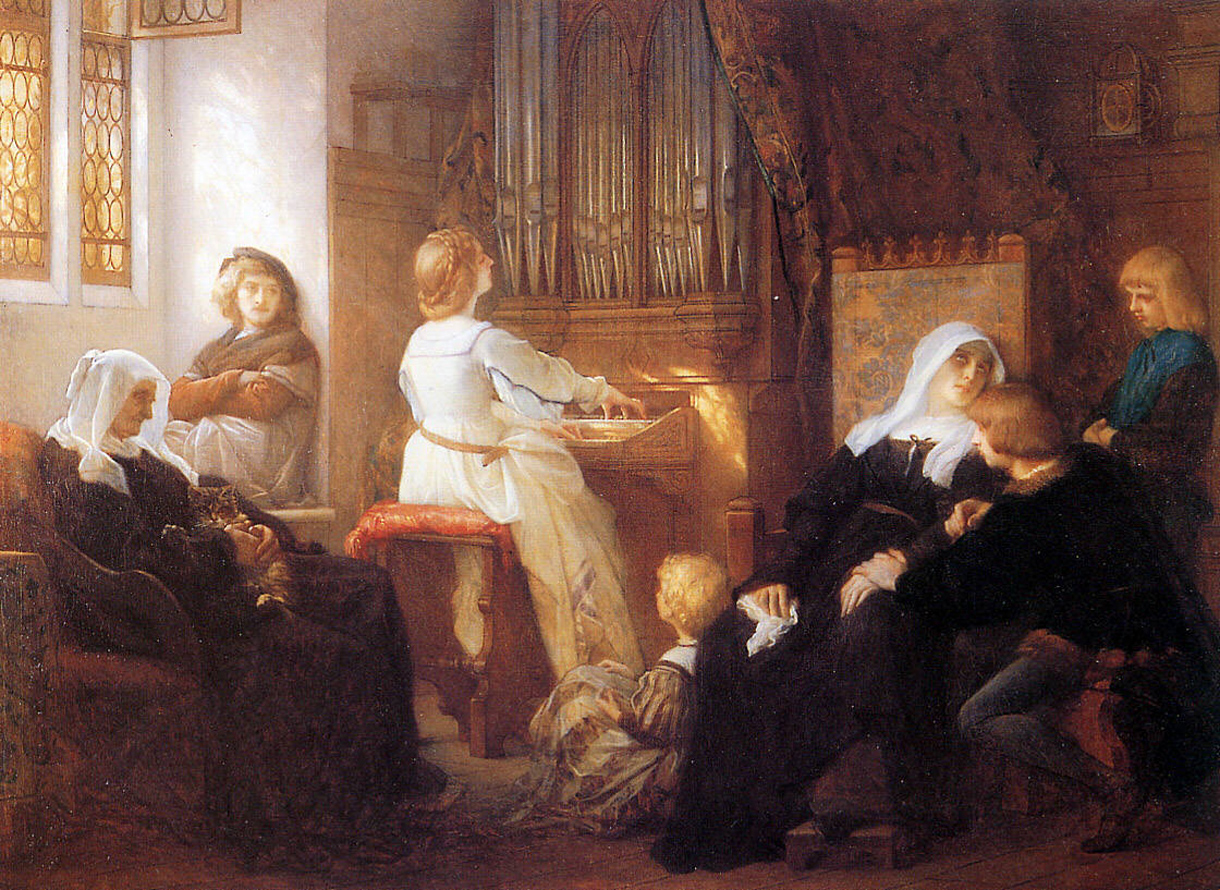
Harmonie (1877)
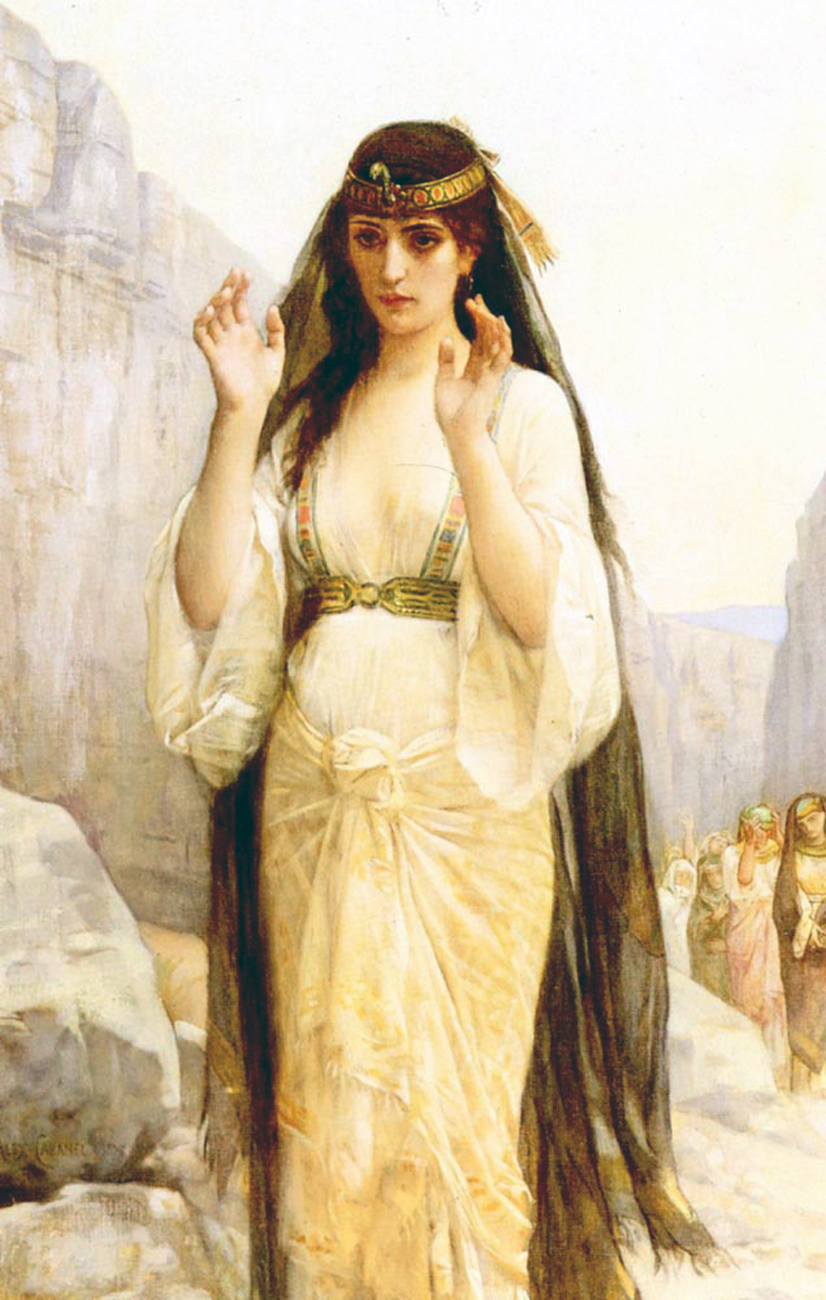
Fiica lui Iefta (1879)
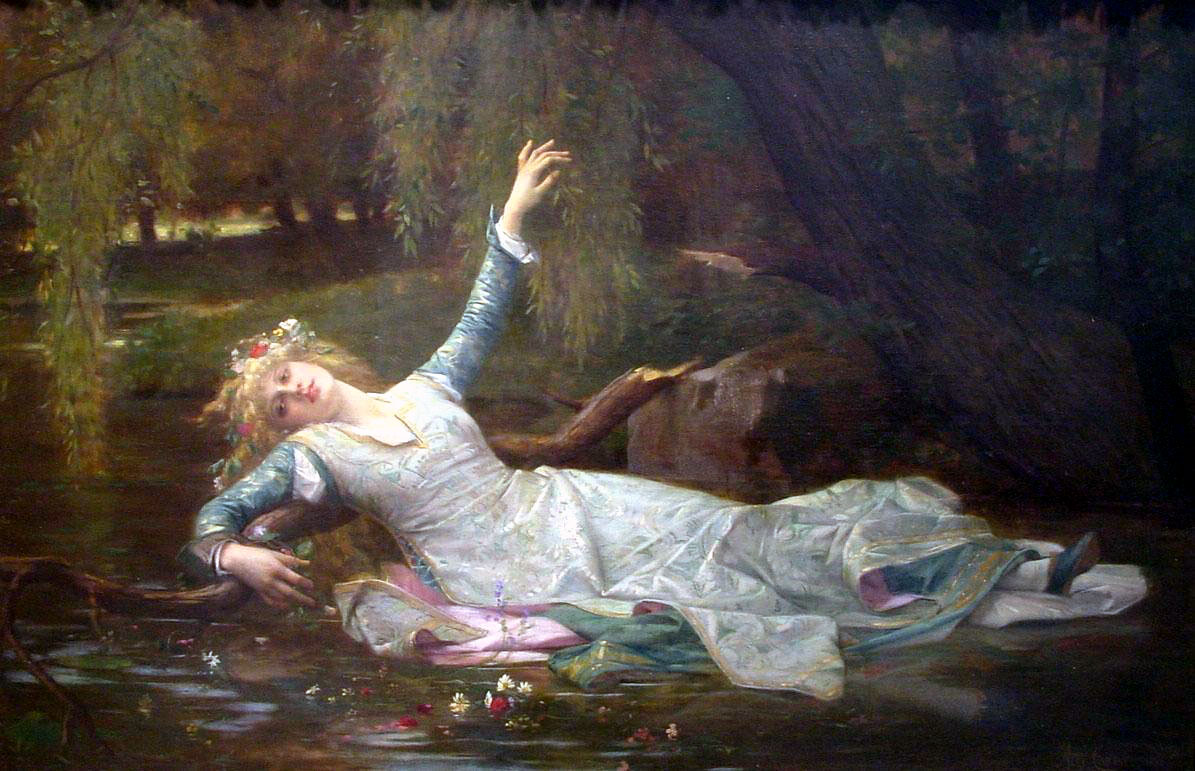
Ofelia (1883)
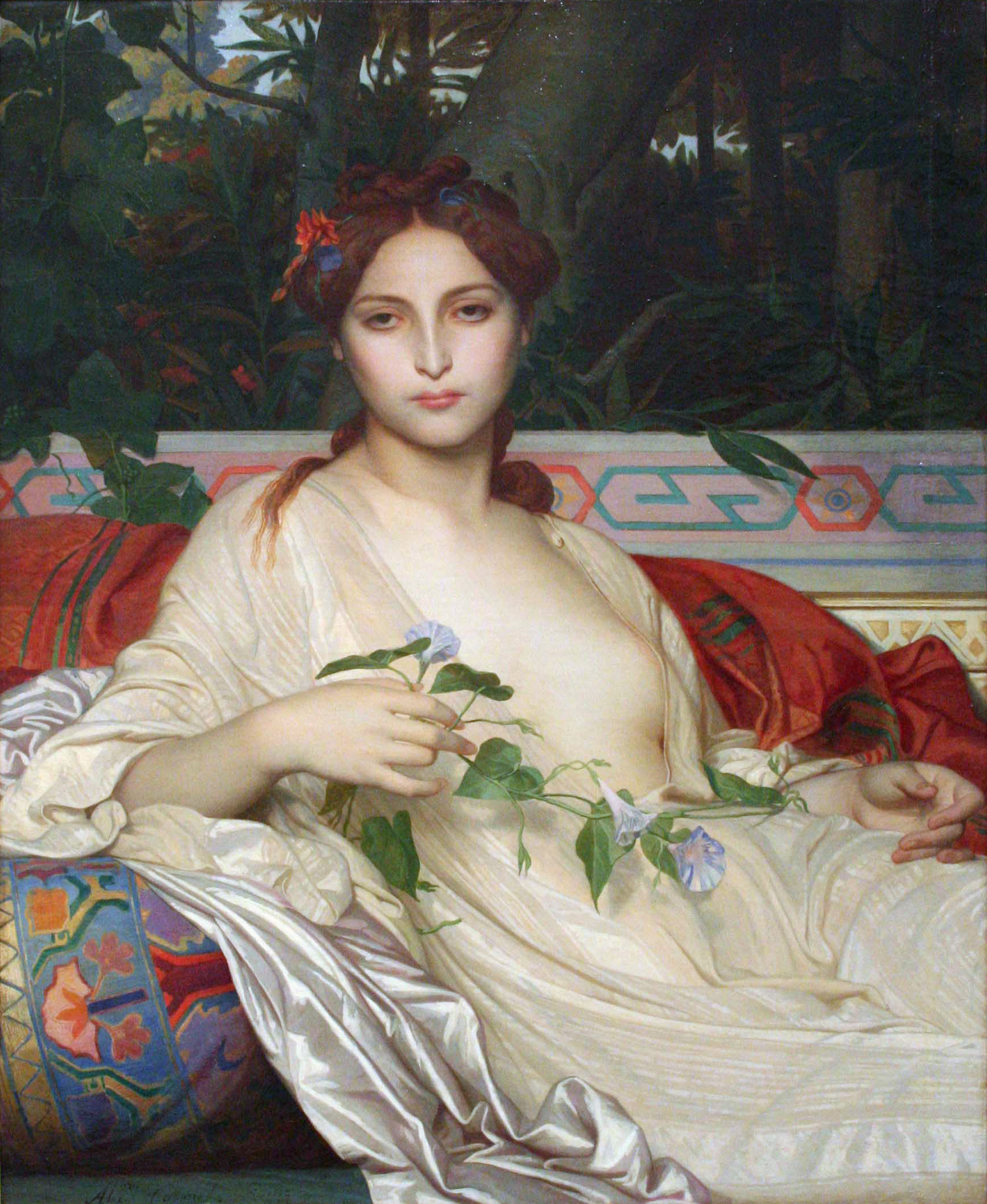
Albaydé (1884)
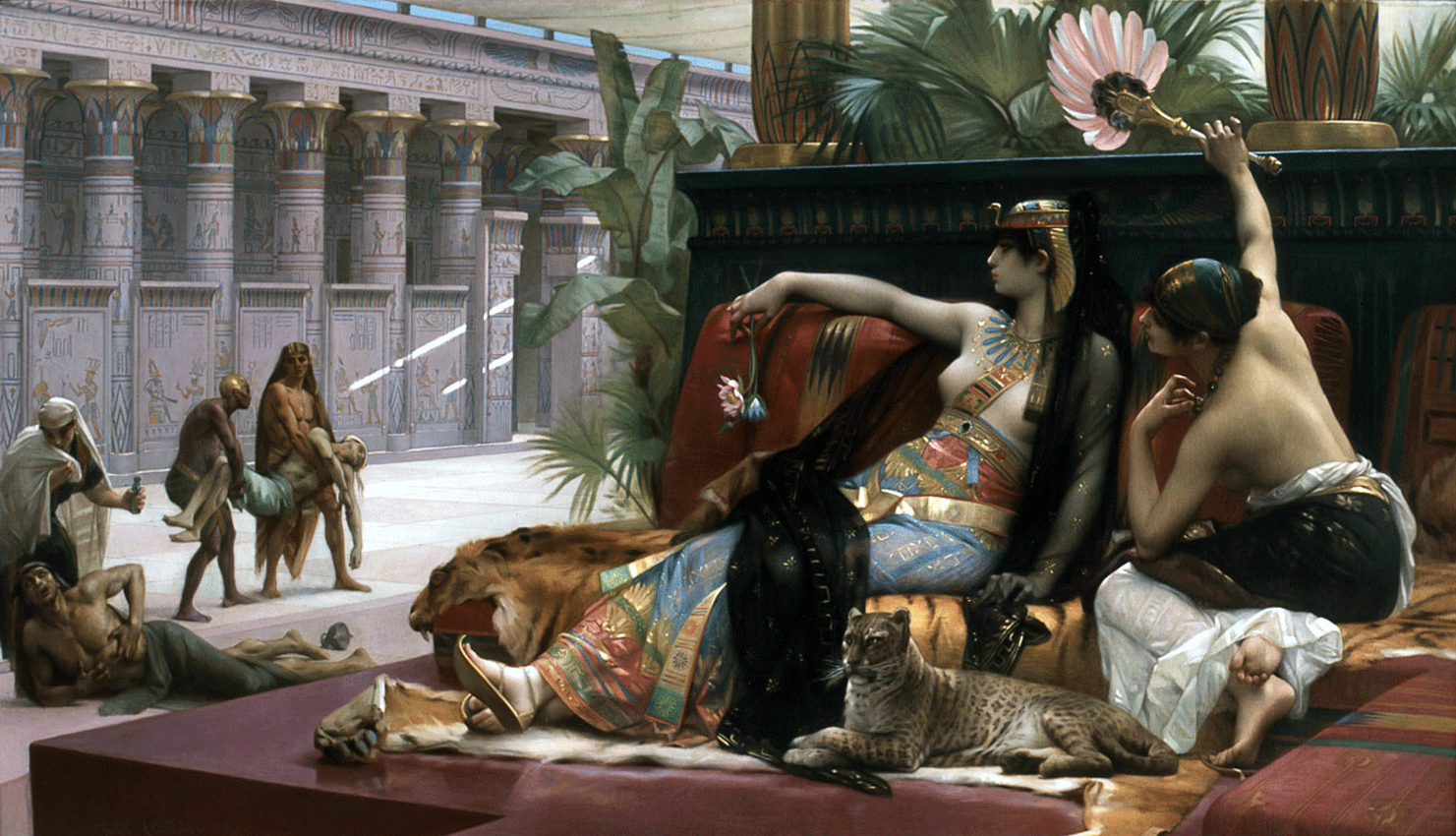
Cleopatra testând otrăvuri pe prizonieri condamnați (1887)
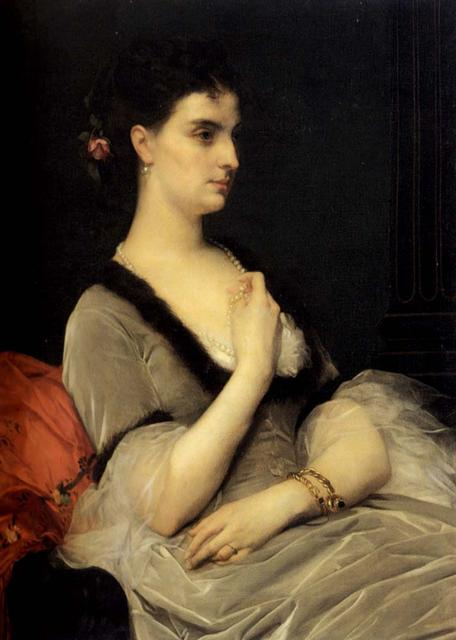
Portretul contesei E. A Vorontsova Dashkova
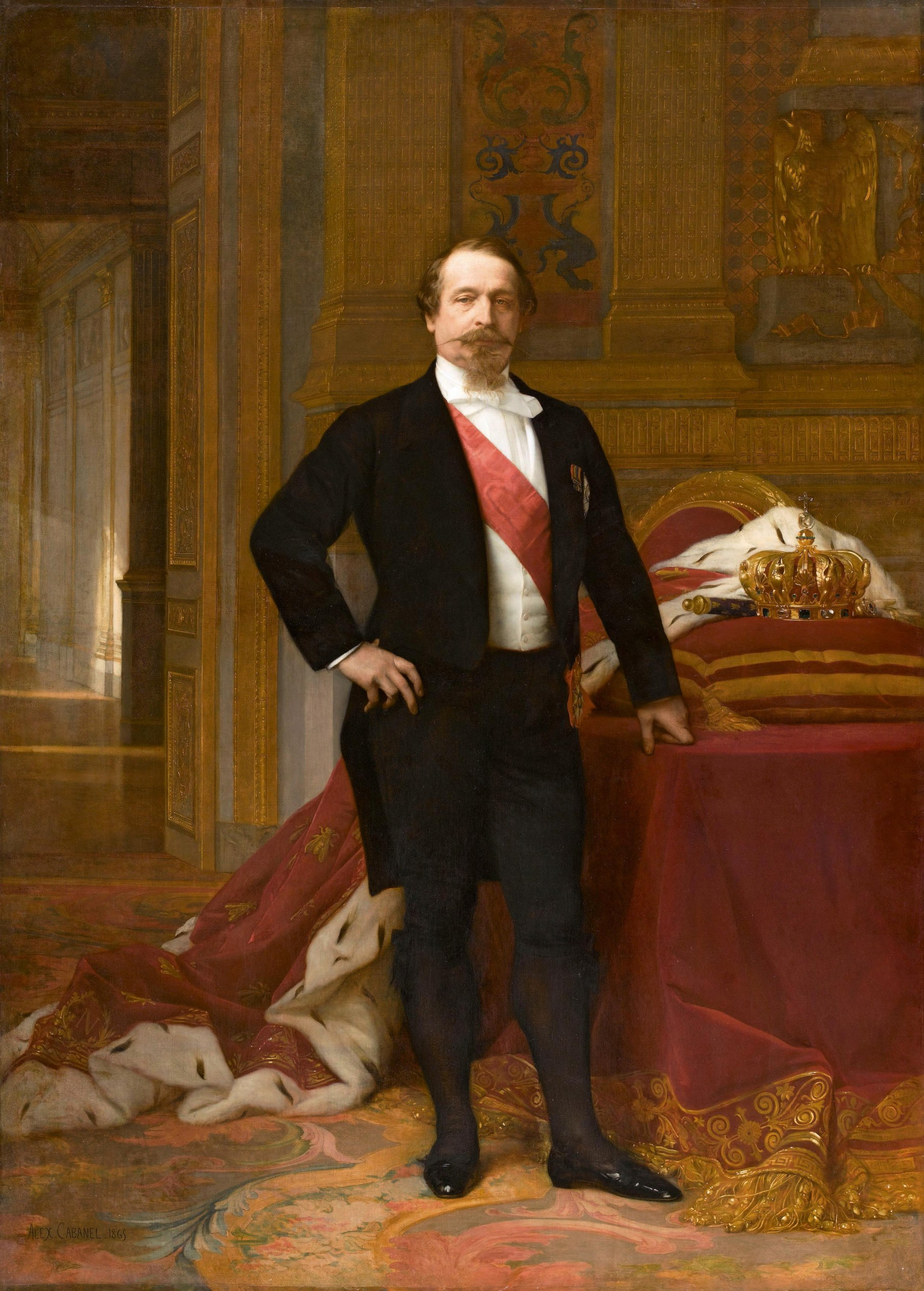
Napoleon al III-lea
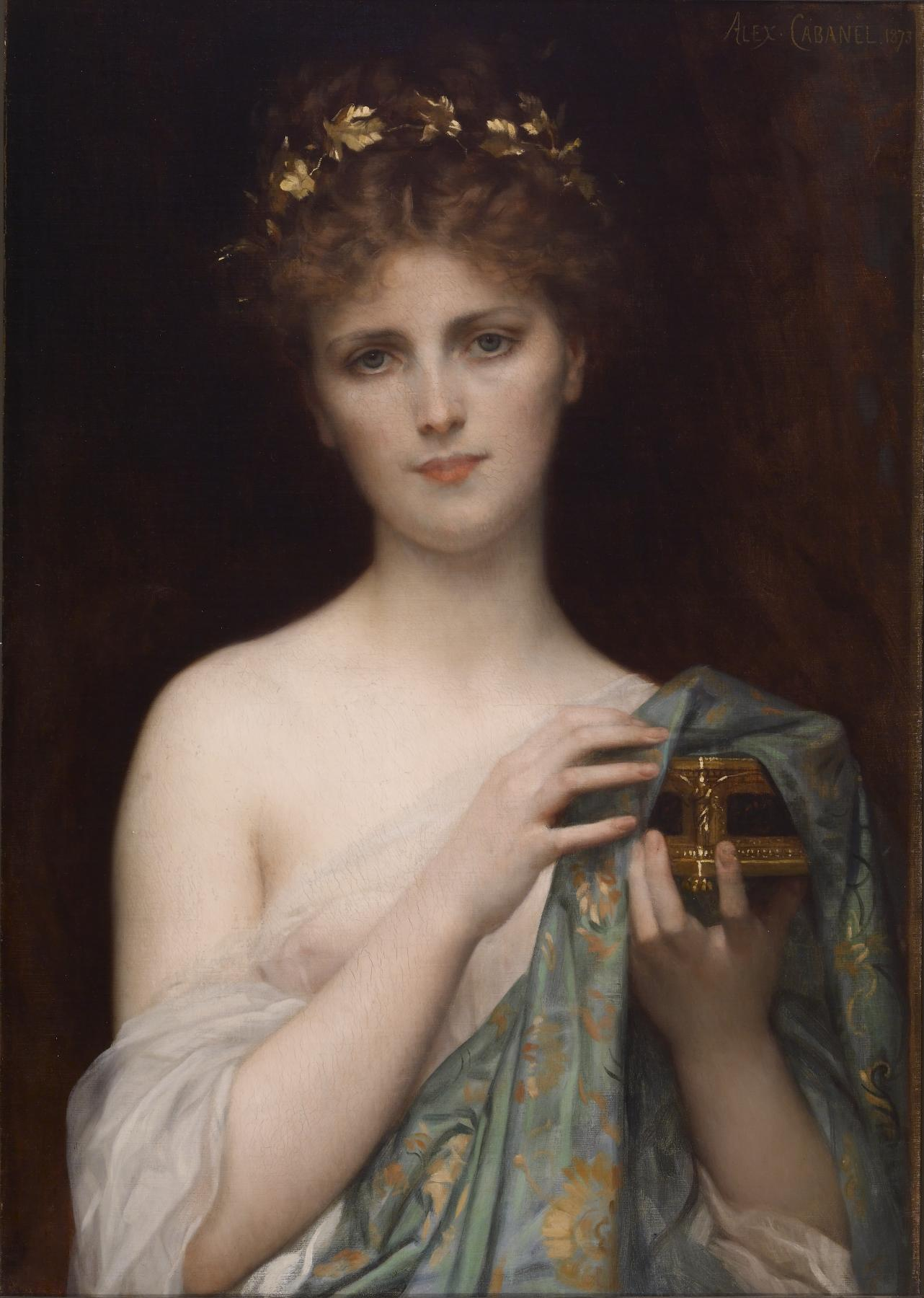
Pandora (1873), The Walters Art Museum

## Legături externe
- Alexandre Cabanel la Artcyclopedia